# Bleu-vert
Ne doit pas être confondu avec Bleu verdâtre.
Les bleu-vert sont les nuances comprises, sur le cercle chromatique, entre le bleu et le vert.
La norme AFNOR X08-010 « Classification méthodique générale des couleurs » (annulée le 30 août 2014) situait le champ bleu-vert entre les bleus et les vert-bleu pour une longueur d'onde dominante comprise entre 483 et 490 nanomètres ; les verts-bleus prolongeant ce champ jusqu'à 510 nm. Elle incluait les couleurs claires et sombres, pures et lavées de blanc, jusqu'aux limites avec les blancs, les gris et les noirs.
Le cercle chromatique défini par Chevreul au XIXe siècle comporte, entre les verts et les bleus, une teinte vert-bleu repérée par rapport aux raies de Fraunhofer b (518 nm) et F (486 nm). Le vert-bleu correspond approximativement une longueur d'onde dominante entre 493 et 496 nm.
| longueur d'onde dominante | 483    | 483       | 484       | 484       | 486       | 486       | 488       | 488       | 490       | 490       | 493       | 493       | 496       | 496       | 499       | 499       | 502       | 502       | 506       | 506       | 510       | 510    |
| Chevreul 1860             | bleu   | 5 vb      | 5 vb      | 4 vb      | 4 vb      | 3 vb      | 3 vb      | 2 vb      | 2 vb      | 1 vb      | 1 vb      | Vert-bleu | Vert-bleu | 5 v       | 5 v       | 4 v       | 4 v       | 3 v       | 3 v       | 2 v       | 2 v       | 1 v    |
| AFNOR 1977                | ← bleu | Bleu-vert | Bleu-vert | Bleu-vert | Bleu-vert | Bleu-vert | Bleu-vert | Bleu-vert | Bleu-vert | Vert-bleu | Vert-bleu | Vert-bleu | Vert-bleu | Vert-bleu | Vert-bleu | Vert-bleu | Vert-bleu | Vert-bleu | Vert-bleu | Vert-bleu | Vert-bleu | Vert → |

Le champ des bleu-vert inclut notamment le bleu turquoise, le cæruleum et le cyan, couleur primaire de la quadrichromie.